# 문주리층
문주리층(Munjuri formation, 文周里層)은 대한민국 옥천 습곡대 충청 분지에 분포하는 옥천 누층군의 변성퇴적암 지층이다. 충주시와 괴산군, 보은군, 옥천군에 분포하며 수주팔봉이 문주리층으로 구성된다.

## 개요
문주리층은 충청북도 충주시 대소원면 문주리에서 그 명칭이 유래된 지층으로 황강리층과 향산리 돌로마이트질 석회암층 분포 지역 사이에서 대소원면 문주리을 중심으로 넓은 분포를 보인다. 문주리층은 현무암, 조면현무암, 조면암, 유문암 등 여러 종류의 쌍봉식 화산암과 천매암, 편암, 점판암 등의 변성퇴적암으로 구성된다. 문주리층의 화산암은 과거 화산활동이 활발한 열곡대에서 발생한 이봉(Bimodal) 화성활동의 산물로 추정된다.

## 절대연령 측정
이광식 외(1998)는 충주시의 문주리층 메타화산암(metavolcanic)에서 U-Pb 저어콘 연대측정을 실시하였고 상한은 755.8±1.3 Ma, 하한은 160±19 Ma로 측정되었다. 전자는 쌍봉식(bimodal) 화산활동을, 후자는 쥐라기 열변성작용을 지시하는 것으로 해석된다. 이는 문주리층이 선캄브리아기라는 것을 지지하는 최초의 확정적인 증거이다. 각섬암과 규장질메타화산암 네오디뮴 동위원소와 미량원소는 이들이 대륙 열개 환경의 맨틀 기원임을 지시한다. 각 원소 함량은 다음과 같다.
| 각섬석 %    | 43.50~47.35   | 1.54~3.58     | 12.08~20.46  | 10.80~16.70   | 5.83~7.31   |           |             |           |             |           |            |           |             |           |
| 화산암 %    | 64.91~74.48   | 0.19~1.54     | 13.40~20.46  | 3.19~10.80    | 0.30~0.68   |           |             |           |             |           |            |           |             |           |
| 미량 원소   | 바나듐        | 스트론튬      | 루비듐       | 바륨          | 크로뮴      | 니켈      | 지르코늄    | 이트륨    | 나이오븀    | 토륨      |            |           |             |           |
| 각섬석 ppm  | 228~446       | 124~523       | 10~311       | 9~410         | 11~257      | 42~92     | 130~179     | 23~50     | 17~44       | 1.2~2.4   |            |           |             |           |
| 화산암 ppm  | 21~37         | 38~65         | 140~283      | 186~408       | 1~3         | 17~19     | 568~1350    | 63~195    | 402~548     | 59.5~83.6 |            |           |             |           |
| 희토류 원소 | 란타넘        | 세륨          | 프라세오디뮴 | 네오디뮴      | 사마륨      | 유로퓸    | 가돌리늄    | 터븀      | 디스프로슘  | 홀뮴      | 어븀       | 툴륨      | 이터븀      | 루테튬    |
| 각섬석 ppm  | 22.31~30.91   | 47.23~72.15   | 6.32~10.07   | 29.40~48.26   | 7.06~12.29  | 2.38~4.22 | 7.45~13.32  | 1.14~2.11 | 6.59~12.88  | 1.24~2.28 | 2.09~5.92  | 0.34~0.81 | 2.24~4.58   | 0.31~0.65 |
| 화산암 ppm  | 173.88~326.23 | 520.97~813.26 | 37.08~68.85  | 125.74~233.82 | 22.07~41.20 | 0.43~1.11 | 21.33~38.23 | 3.51~6.46 | 22.01~42.72 | 4.58~8.43 | 9.31~22.43 | 1.66~3.39 | 11.15~22.37 | 1.60~3.00 |

조문섭 외(2004)는 문주리층에 분포하는 규장질 변성응회암에 대해 고분해능 이차이온질량분석기(SHRIMP;  Sensitive High-Resolution Ion MicroProbe) U-Pb 저어콘 연대를 측정하였고 206Pb/238U 가중평균연대는 747±7 Ma으로 이는 이광식 외(1998)의 측정결과와 거의 비슷하며 두 연대측정 결과 모두 약 7.5억년 전 쌍모식 화산활동과 함께 대륙 내 분지가 옥천대에서 발달하였음을 지시한다. 연대측정에 사용한 시료는 충주시 살미면 팔봉 부근의 채석장(N 36°53'35.7", E 127°56'10.7")에서 채칩한 규장질 변성화산암이다. 저어콘의 우라늄과 토륨 농도는 각각 41~837 및 17~962 ppm이다.
김숭원 외(2006)에 의하면 충주시 문주리층 규장질 메타화산암에 대한 SHRIMP U-Pb 저어콘 연대는 762±7 Ma이다.
이예지(2015)는 '문주리층' 지층명이 이용된 강경, 괴산, 금산, 목계, 미원, 보은, 옥천, 용유리, 제천, 황강리 10개의 1:5만 지질도폭을 조사하고 '문주리층'으로 기재된 지층과 충주 지역의 문주리층과의 동일성 여부를 검증하였다. 이들 지질도폭의 문주리층은 인접한 도폭 간에 층서상의 위치와 주요 암상에 차이를 보이거나, 지질도폭 간의 경계부에서 지층의 경계가 달라지는 부분 혹은 문주리층의 분류 자체를 다르게 한 부분이 있다. 또한 지층의 분포가 불연속적이며 비슷한 암상에도 불구하고 문주리층이 아닌 다른 층명을 기재하는 등의 문제점이 있다. 이를 해결하기 위해 문주리층이 분포하는 보은, 금산, 강경 지역에서 문주리층의 시료를 채취하여 SHRIMP U-Pb 연대측정을 실시하였다. 가장 젊은 연대는 강경 385±7 Ma, 금산 389±7 Ma, 보은 426±8 Ma이고 그보다 더 많은 분석점에서 약 540 Ma의 연대가 나타나 강경, 금산, 보은 지역의 문주리층은 최대 캄브리아기 혹은 그 이후에 퇴적되었을 것으로 추정된다. 또한 지구화학 분석 결과 강경~보은 지역의 문주리층은 대부분의 시료가 퇴적 기원으로 충주 지역의 문주리층과는 다른 것으로 타나났다.

## 충주시지역
충주 지질도폭(1965)에 의하면 하위의 황강리층을 정합으로 덮으며 지층의 편리의 주향은 북동 30~70°, 경사는 북서 50~60°가 일반적이다. 남서쪽으로 올수록 분포지가 크게 확장되어 충주시 대소원면 문주리, 살미면 세성리, 괴산군 불정면 창산리, 장연면 조곡리 일대에 넓게 분포하는데 이는 지층 내 습곡이 북동쪽으로 침강해 있기 때문인 것으로 보인다. 문주리층이 분포하는 지역은 지형적으로 보아 옥천계 분포지역 중 가창 기복이 심한 지형을 형성하고 특히 하부층인 황강리층과는 지형적으로도 구별이 가능하며 달천변의 팔봉-하문리간은 절벽을 이루고 있다.
황강리 지질도폭(1965)에 의하면 명오리층보다 편리가 더 발달해 있으며 견운모를 함유하고 녹니석편암으로 구성된다. 지층의 주향은 북동 20~60°, 경사는 북서 35~50°이며 지층의 역전에 의해 하부에는 황강리층이, 상부에는 대향산 규암이 온다.
제천 지질도폭(1967)에 의하면 충주시 동량면 조동리의 지등산~관모봉 일대에 넓게 분포하며 인등산 단층 동부에서 황강리층 상부에 정합으로 놓이나 서부에서는 서창리층과 단층으로 접한다. 본 지층의 하부는 혼펠스상 사질암으로, 상부는 각섬편암과 녹니석편암으로 구성되며 중간에 황회색의 견운모-석영편암이 협재된다. 지층의 일반적인 주향은 북서 30~80°, 경사는 남서 30~35°이다. 녹니석편암 중에는 자철석이 포함된다.
이민성 외(1998)에 의하면 문주리층은 황강리층과 관계 불명으로 접하고 지층의 주향은 북동 30°, 경사는 북서 45°이다. 문주리층은 주로 변성니질암과 사질암으로 구성되며 층상의 염기성화산암을 협재한다. 지층의 상부에는 곳에 따라 저품질의 석탄층을 협재하는 흑연질편암이 분포한다.
유인창과 김태훈(2009)에 의하면 충주시 종민동-목벌동 지역에서 구조적으로 최하부에 위치한 문주리층은 (암)녹색과 (암)회색의 편암으로 구성되며 최상부에 (암)회색 편암이 관찰된다. 문주리층은 상부의 대향산 규암층에 의해 덮이는데 문주리층과 대향산 규암층의 경계는 점이적이고 정합적이나 층리면과 평행한 단층이 다수 발달하는 것이 야외에서 확인되었다. 또한 문주리층과 대향산 규암층의 경계에 단층파쇄암과 비슷한 파쇄암이 나타나는 곳이 있는데 이는 충상단층이라기 보다는 습곡 작용의 결과로 판단된다. 유인창과 김태훈은 이 연구에서 문주리층과 계명산층이, 암상이 비슷하고 기 보고된 절대연령 측정 결과도 신원생대(약 7억년 전)로 비슷하다는 점을 들어 두 지층이 동일한 지층일 가능성을 제기하였으며 충상단층에 의해 반복 분포—연구에서 계명산층이 충상단층에 의해 향산리 돌로마이트질 석회암층 위로 올라탄 것으로 해석하였다—하는 것으로 보았다.

### 수주팔봉 칼바위
충주시 살미면 토교리 수주팔봉의 칼바위는 옥천 누층군 문주리층으로 구성된 암석이며 육교와 나무데크길이 설치되어 있다.
수주팔봉 칼바위의 문주리층
- 칼바위 전경
- 문주리층
- 다리 아래쪽
- 문주리층

## 괴산-보은-옥천 지역
청주, 보은 지역의 문주리층은 충주호 지역의 문주리층과 같으며 괴산군에서 옥천군까지 북동-남서 방향으로 분포한다.
괴산 지질도폭(1972)에 의하면 괴산군 칠성면 송동리에서 문광면 옥성리, 흑석리, 우라늄 광화대가 있는 청천면 덕평리, 지촌리, 후영리까지 분포하며 수 개의 단층과 소규모 습곡으로 인해 반복 노출된다.
용유리 지질도폭(1973)에 의하면 괴산군 청천면 상신리에서 보은군 산외면 대원리, 원평리까지 그리고 산외면 문암리-보은읍 종곡리 경계 지역에 분포하며 하위의 이원리층과는 점이적인 변화를 나타내는 정합으로 보인다. 주로 녹니석편암으로 구성되고 보은읍 종곡리에는 소량의 운모편암도 있다. 산외면 대원리 일대에서 편리의 주향은 북동 28~58°, 경사는 북서 35~77°이다.
미원 지질도폭(1979)에 의하면 보은군 산외면 탁주리-내북면 두평리, 하궁리 그리고 산외면 문암리 남동측 능선부 2개 지역에 분포하며 이는 향사 습곡에 의한 것이다. 문주리층은 주로 연녹회색 천매암으로 구성되며 상부에 흑색천매암이 협재된다. 그리고 이원리층과 접하는 본 층의 하한에는 두께 10 m 내외의 회백색 결정질석회암이 단속적으로 협재된다.
보은 지질도폭(1977)에 의하면 청주시 문의면 남동부, 보은군 회인면, 회남면 중부에 넓게 분포하며 옥천군 안내면 서부와 군북면에서는 북북동-남남서의 축을 갖는 향사 습곡에 의하여 여러 번 반복 분포한다. 보은군 문의면 마동리와 묘암리에서는 향산리층군 상위에 놓이며 그 동부에서는 향사 습곡에 의해 창리층에 덮이고 그 동측에서 향사구조의 동익으로 다시 노출된다. 본 지층은 주로 녹회색 천매암으로 구성되고 흑색 점판암과 혼펠스 규암을 협재한다.
옥천 지질도폭(1978)에 의하면 문주리층은 주로 회색 내지 암녹색의 천매암과 운모편암으로 구성된다.
옥천군 군북면 이평리의 환산로 도로변에는 아래와 같이 문주리층의 노두가 대규모로 노출되어 있다. 
옥천군 군북면 이평리의 문주리층
- 북위 36° 21′ 50.0″ 동경 127° 33′ 39.1″ / 북위 36.363889°  동경 127.560861°
- 북위 36° 22′ 43.0″ 동경 127° 33′ 28.4″ / 북위 36.378611°  동경 127.557889°
- 북위 36° 22′ 42.8″ 동경 127° 33′ 30.4″ / 북위 36.378556°  동경 127.558444°
- 북위 36° 22′ 43.4″ 동경 127° 33′ 30.8″ / 북위 36.378722°  동경 127.558556°
- 북위 36° 22′ 43.6″ 동경 127° 33′ 30.7″ / 북위 36.378778°  동경 127.558528°
- 북위 36° 22′ 43.6″ 동경 127° 33′ 30.7″ / 북위 36.378778°  동경 127.558528°
- 북위 36° 22′ 46.0″ 동경 127° 33′ 28.6″ / 북위 36.379444°  동경 127.557944°

## 익산-논산 지역
익산, 논산 지역의 문주리층은 논산시 양촌면에서 익산시 여산면까지 북동-남서 방향으로 발달한다.
익산시 내에서 문주리층은 북동부 여산면 동부 태성리, 호산리, 원수리, 제남리 동부, 왕궁면 동봉리에 분포하고 있다. 지층이 형성된 시기는 오르도비스기 이후로 보이나 정확히 알 수 없다. 대체로 북동 30~75°의 주향과 북서 40~50°의 경사를 보이나 등사 습곡에 의한 반복으로 수직 또는 남동 70~80°의 경사를 보이는 곳도 있다. 본 지층의 주요 구성 암석은 운모 편암이고 부분적으로 각섬편암, 규암, 흑색 점판암, 결정질 석회암을 포함한다.

## 같이 보기
- 옥천 누층군
- 충주시의 지질
- 제천시의 지질
- 수주팔봉